# Trude Ackermann
Trude Ackermann, auch Trude Ackermann-Wölkart (* 14. Oktober 1924 in Wien als Trude Wölkart; † 4. März 2018 ebenda), war eine österreichische Schauspielerin und Autorin. Von 1955 bis 1996 war sie Ensemblemitglied des Wiener Burgtheaters.

## Leben
Trude Ackermann machte eine Schauspielausbildung am Max Reinhardt Seminar, eine ihrer ersten Rollen hatte sie am Schönbrunner Schloßtheater. 1955 wurde sie Ensemblemitglied des nach dem Zweiten Weltkrieg wiedereröffneten Wiener Burgtheaters, wo sie bis zu ihrer Pensionierung blieb und in über 90 Rollen zu sehen war. Zunächst spielte sie vor allem Werke von Johann Nestroy, später unter anderem in der Komödie der Eitelkeit von Elias Canetti. Zuletzt stand sie dort unter der Direktion von Claus Peymann in Brechts Dreigroschenoper, in Sechs Personen suchen einen Autor von Luigi Pirandello und in Vinny von Klaus Pohl auf der Bühne, 1996 verkörperte sie die Rolle der Frau Gertrud in der Nestroy-Posse Einen Jux will er sich machen.
1985 wurde ihr der Berufstitel Kammerschauspielerin verliehen. Nach ihrer Pensionierung am Burgtheater war sie unter anderem bei den Sommerfestspielen in Stockerau zu sehen und inszenierte beispielsweise die Jüdin von Toledo am Stadttheater Baden. Außerdem unterrichtete sie Schauspiel an der Schauspielschule Krauss und ab 1996 am Franz Schubert Konservatorium. Sie spielte in Fernsehserien wie Kottan ermittelt, Julia – Eine ungewöhnliche Frau, Schnell ermittelt und SOKO Donau und in Filmen wie Comedian Harmonists und Komm, süßer Tod.
Neben ihrer Tätigkeit als Schauspielerin war sie auch als Autorin tätig. Trude Ackermann war die Halbschwester des Journalisten Peter Rindl. Im März 2018 starb sie im Alter von 93 Jahren. Sie wurde am Wiener Zentralfriedhof bestattet.

## Auszeichnungen (Auswahl)
- 1977: Goldenes Verdienstzeichen der Republik Österreich[8]
- 1985: Verleihung des Berufstitels Kammerschauspielerin[4][5]

## Publikationen (Auswahl)
- 1987: Über den Beruf des Schauspielers und die Notwendigkeit des heutigen Theaters. Verlag Klub Österreichischer Literaturfreunde und Autoren.
- 1994: Verästelungen. Vindobona, Internationaler Literatur- und Lyrik-Verlag, Wien 1994, ISBN 978-3-85438-302-4.
- 2000: Im Innern von Wien: Erzählungen. Vindobona, Internationaler Literatur- und Lyrik-Verlag, Wien 2000, ISBN 978-3-85040-024-4.
- 2006: Wo bitte geht es hier zum Baum der Erkenntnis? Von Gut und Böse. Poss-Verlag, Wien 2006, ISBN 978-3-900044-13-8.

## Filmografie (Auswahl)
- 1960: Das weite Land
- 1961: Die Ballade vom Franz und der Marie
- 1963: Elektra
- 1964: Das Konzert
- 1965: Der Alpenkönig und der Menschenfeind
- 1967: Das Mädel aus der Vorstadt
- 1969: Der Unbedeutende
- 1975: Viel Lärmen um nichts
- 1983: Kottan ermittelt – Smokey und Baby und Bär
- 1987: Ein Mann nach meinem Herzen
- 1997: Comedian Harmonists
- 1997: Schwarzfahrer
- 1999: Tatort: Nie wieder Oper
- 2000: Komm, süßer Tod
- 2001: Julia – Eine ungewöhnliche Frau – Neue Perspektiven
- 2002: Brüder
- 2003: Julia – Eine ungewöhnliche Frau – Das Feuer
- 2004: Der Weihnachtshund
- 2010: Die Spätzünder
- 2011: Schnell ermittelt – Marvin Jäger
- 2011: SOKO Donau – Tür an Tür
- 2012: Die Lebenden

## Hörspiele (Auswahl)
- 1967: Alexander Roda Roda: Gerechtigkeit! Gerechtigkeit! – Regie: Ferry Bauer (Hörspiel – ORF Oberösterreich)